# Iran pahlavi
Cet article concerne le régime. Pour la dynastie, voir Dynastie Pahlavi.
1925 – 1979 (officiel)
Entités précédentes :
- Perse qadjare

Entités suivantes :
- Gouvernement provisoire de l'Iran
- Dynastie Pahlavi en exil

L'Iran pahlavi, officiellement appelé en français dans les documents de l'époque l'« État impérial de Perse » de 1925 à 1935 puis l'« État impérial d'Iran » de 1935 à 1979 (traductions officielles en français du persan : دولت شاهنشاهی ایران Dowlat-e Shāhanshāhi-ye Irān, littéralement « l'État impérial d'Iran »), est le régime politique monarchique de l'Iran de 1925 à 1979. Il était dirigé par la dynastie Pahlavi, qui lui donna deux souverains : Reza Chah et Mohammad Reza Chah. La dynastie Pahlavi est la dernière des dynasties de l'Empire perse dont la première fut la dynastie achéménide vers -550. 
Les Pahlavi arrivèrent au pouvoir après que Ahmad Chah Qadjar, le dernier dirigeant de la dynastie Qadjar, s'est révélé incapable d'arrêter les ingérences britanniques et soviétiques dans la souveraineté iranienne, a vu sa position extrêmement affaiblie par un coup d'État en 1921 et a quitté le pays pour la France. L'Assemblée nationale, connue sous le nom de Madjles, convoqua une Assemblée constituante le 12 décembre 1925, déposa le jeune Ahmad Chah Qadjar puis proclama Reza Chah nouveau monarque du pays, auquel il fit prendre le nom de Gouvernement impérial de Perse. En 1935, Reza Chah changea le nom international du pays de « Perse » en « Iran » et le pays prit alors le nom de Gouvernement impérial d'Iran. 
Les Pahlavi ont régné sur le pays pendant 53 ans. Mohamad Reza Chah est aussi le dernier chah d'Iran. Le régime impérial chuta le 11 février 1979 à la suite de la révolution iranienne qui abolie la monarchie et provoque l'avènement de la république. La république islamique est ainsi proclamée le 1er avril 1979.
Le fils du chah, le prince héritier du trône d'Iran Reza Pahlavi, est le représentant actuel des Pahlavi prétendant et ne cesse de lutter pour retrouver le pouvoir. Celui-ci a notamment déposé plainte pour « crime contre l'humanité » contre le guide suprême iranien Ali Khamenei en date du 23 janvier 2012.

## Règne de Reza Chah

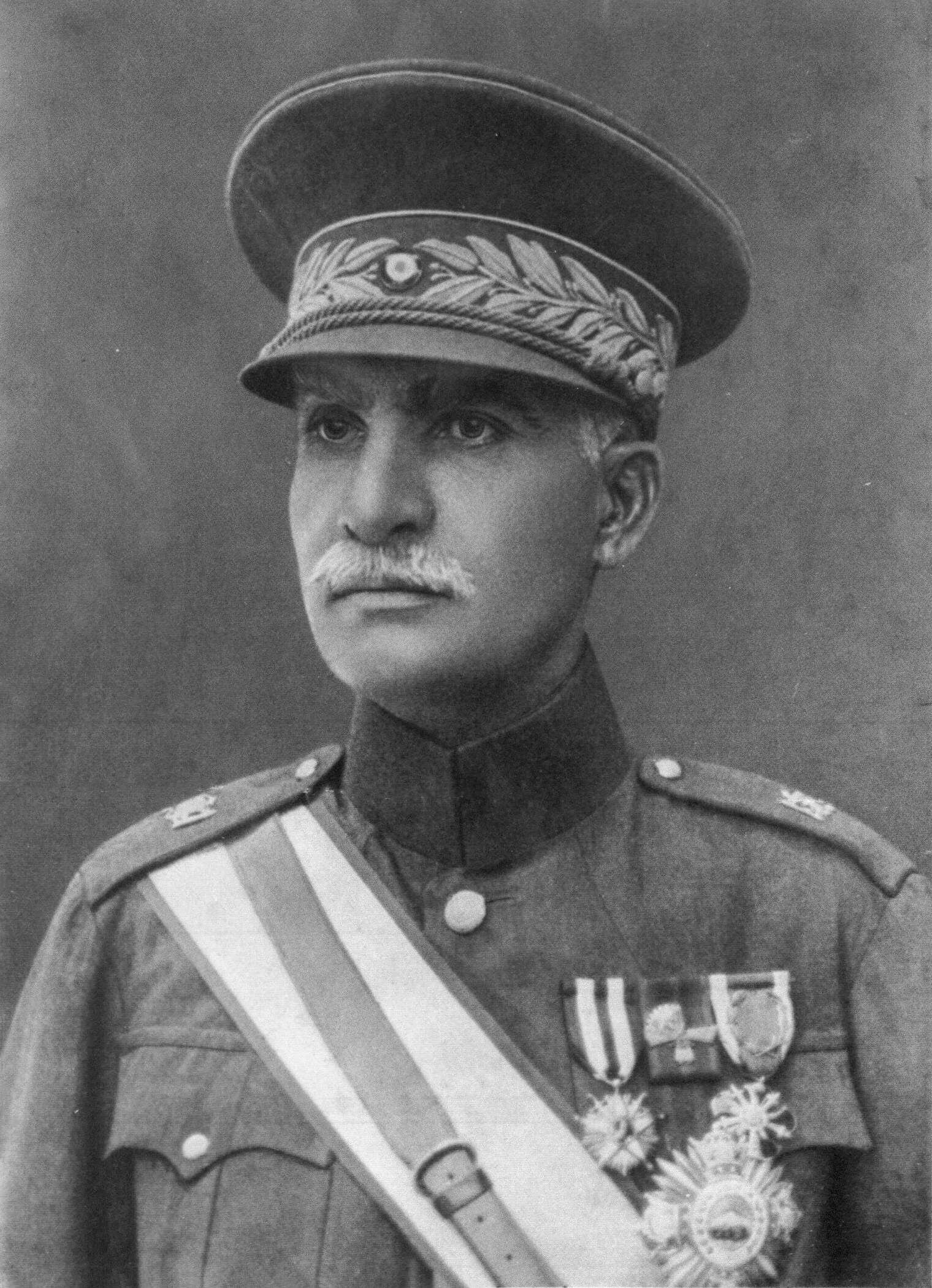
Reza Chah Pahlavi

En 1921, un jeune officier de l'unité des cosaques, le général Reza Khan Mirpandj, fait un coup d'État militaire avec l'aide de Seyyed Zia'eddin Tabatabai, devient chef de l'armée et prend le nom de Reza Khan Sardar Sepah. Il prendra ensuite le poste de Premier ministre jusqu'en 1925. Il a d'abord envisagé de faire de l'Iran une république, suivant en cela le modèle d'Atatürk en Turquie, mais y renonce face à l'opposition du clergé. Le 12 décembre 1925, le Madjles, réuni en tant qu'Assemblée constituante, nomme Reza Khan Sardar Sepah nouveau chah d'Iran. Il sera couronné le 25 avril 1926 sous le nom de Reza Chah Pahlavi.
Reza Chah avait des plans ambitieux pour moderniser l'Iran. Ces plans incluaient le développement d'industries lourdes, de projets d'infrastructures majeurs, la construction d'un chemin de fer national, le Trans-iranien, la création d'un système d'éducation public national, la réforme de la justice jusque-là contrôlée par le clergé chiite par la création du code civil iranien, et l'amélioration de l'hygiène et du système de santé. Il avait pour cela besoin d'un gouvernement centralisé et fort, ainsi que de plus d'indépendance par rapport à la Grande-Bretagne et à la Russie, ce qu'il obtiendra en annulant les droits spéciaux accordés aux étrangers pendant l'époque qajar.
Le 21 mars 1935, il demande officiellement à la communauté internationale de ne plus utiliser le terme « Perse » mais de se servir du nom « Iran » pour désigner son pays (qui est le nom en langue locale depuis toujours) et ordonne la même année l'interdiction du port du voile pour les femmes et l'obligation de porter un habit « à l'occidentale » pour les hommes.
Malgré les avancées qu'il fait faire au pays, son style de gouvernement dictatorial et son combat pour la modernisation de l'Iran en dépit des positions du clergé lui valent de grands ressentiments parmi la population.
Reza Chah essaya d'éviter tout rapport avec le Royaume-Uni et l'Union des républiques socialistes soviétiques (URSS, formée sur le territoire de l'Empire russe en 1922). Bien que ses projets de développement nécessitaient l'expertise technique étrangère, il évita de conclure des contrats avec des compagnies britanniques et soviétiques. Même si le Royaume-Uni, à travers la possession de l'Anglo-Iranian Oil Company, contrôlait les ressources pétrolières de l'Iran, Reza Chah préféra obtenir de l'assistance de l'Allemagne, de la France, de l'Italie et d'autres pays européens. Ceci créa des problèmes à l'Iran après 1939, quand l'Allemagne et le Royaume-Uni devinrent ennemies pendant la Seconde Guerre mondiale. Reza Chah proclame l'Iran neutre dans le conflit, mais les Britanniques affirmèrent que les techniciens et ingénieurs allemands en Iran étaient des espions ayant pour mission de saboter les installations pétrolières britanniques dans le Sud-Ouest de l'Iran. Le Royaume-Uni demanda à l'Iran d'expulser tous les citoyens allemands, mais Reza Chah refusa, soutenant que cela aurait un impact négatif sur ses projets de développement.

## Seconde Guerre mondiale
Après l'invasion de l’Union soviétique par l’Allemagne en juin 1941, le Royaume-Uni et l’Union soviétique devinrent alliés. Ils tournèrent tous deux leur attention vers l’Iran. Le Royaume-Uni et l’URSS voyaient dans le chemin de fer Trans-Iranien un excellent moyen de transporter du matériel et de la nourriture du golfe Persique jusqu’à la région soviétique. En août 1941, parce que Reza Chah avait refusé d'expulser les citoyens allemands, le Royaume-Uni et l'URSS envahirent l'Iran, arrêtèrent le Chah et l'envoyèrent en exil, prenant ainsi le contrôle des réseaux de communications et de transport en Iran. En 1942, les États-Unis, alliés du Royaume-Uni et de l'URSS, envoyèrent une force militaire en Iran pour aider à maintenir et à faire fonctionner des sections du chemin de fer. Les Britanniques et les Soviétiques ont permis la chute du système de gouvernement de Reza Chah et ont limité les rapports avec le gouvernement constitutionnel. Ils ont permis au fils de Reza Chah, Mohammad Reza, de lui succéder sur le trône.
En janvier 1942, les Alliés signèrent un accord pour respecter l'indépendance de l'Iran et retirer leurs troupes au maximum 6 mois après la fin de la guerre. En 1943, à la conférence de Téhéran, les États-Unis réaffirmèrent cet engagement. En 1945, l'URSS se refusa à annoncer un calendrier de retrait des provinces iraniennes situées au nord-ouest du pays, l'Azerbaïdjan de l'Ouest et l'Azerbaïdjan de l'Est, où des mouvements autonomistes soutenus par les Soviétiques s'étaient développés.
L'URSS retira ses troupes en mai 1946, mais les tensions continuèrent pendant plusieurs mois. Cet épisode est un des premiers dans le cadre de l'émergence de la guerre froide, la rivalité d'après-guerre entre les États-Unis et leurs alliés d'une part, et l'URSS et ses alliés d'autre part.
Les effets de la guerre ont été déstabilisants pour l'Iran : pénurie de nourriture et d'autres produits de base, forte inflation, détérioration des conditions de vie pour les classes moyennes et basses alors que certains ont fait fortune en spéculant sur les produits difficiles à trouver, montée de sentiments nationalistes à cause de la présence des troupes étrangères, et augmentation de l'exode rural. Le pays s'étant libéré depuis la fin du règne de Reza Chah, l'activité politique et de la presse a fleuri ; particulièrement l'activité du Parti communiste Tudeh qui a organisé les ouvriers.
Le système politique s'ouvrit un peu plus par la suite. Les partis politiques se développèrent et les élections de 1944 au Madjles furent les premières à voir un peu de compétition en plus de 20 ans. L'influence étrangère restait un sujet délicat pour tous les partis. L'Anglo-Iranian Oil Company (AIOC), détenue par le gouvernement britannique, continuait à produire et à vendre le pétrole iranien. Au début des années 1930, certains Iraniens avaient commencé à militer pour la nationalisation des champs de pétrole. Après 1946, ce mouvement politique devint de plus en plus populaire.
Cette activité du parti Tudeh, ajoutée à la présence de l'Union soviétique dans le pays, a encore plus déstabilisé le pays. En septembre 1944, les Américains et les Soviétiques tentent de négocier des concessions pétrolières en Iran ; mais en décembre, le Madjles vote une loi empêchant de discuter de ces questions avant la fin de la guerre. Cette loi déclenche une vive propagande soviétique dans les cinq provinces du Nord (majoritairement azéries et qui étaient visées par la demande de concession de pétrole soviétique). En décembre 1945, le Parti démocratique d'Azerbaïdjan, lié au Tudeh et mené par Jafar Pishevari, annonce la création d'une république autonome portant le nom de Gouvernement du peuple d'Azerbaïdjan et soutenue par l'URSS. Au même moment, le mouvement autonomiste kurde crée la république de Mahabad au Kurdistan iranien. Ces deux républiques autonomes bénéficient du soutien de l'URSS, et les troupes soviétiques occupent des parties du Khorasan, du Gorgan, du Mazandaran et du Guilan. Parallèlement, d'autres troupes soviétiques empêchent les troupes gouvernementales iraniennes de rentrer en Azerbaïdjan et au Kurdistan. La situation est rendue encore plus tendue par le fait que les troupes américaines et britanniques étaient en train de se retirer du pays. Sous la pression conjointe des États-Unis, de la Grande-Bretagne et de l'ONU, les Soviétiques obtiennent finalement une concession et acceptent de retirer leurs troupes du territoire iranien. En décembre 1946, en vue des élections législatives de la Madjles, Ghavam os-Saltaneh, premier ministre, envoie l'armée iranienne en Azerbaïdjan et au Kurdistan et les gouvernements républicains, qui ne sont plus soutenus par l'URSS, s'effondrent. Leurs dirigeants sont ensuite pendus en place publique. La nouvelle législature, dominée par le Front national de Mossadegh fait passer une loi imposant au gouvernement d'exploiter lui-même ses ressources pétrolières.
L'influence soviétique diminue encore plus en 1947, quand l'Iran et les États-Unis signent un accord portant sur de l'aide et du conseil militaire afin d'entraîner l'armée iranienne. En février 1949, le Tudeh est accusé d'une tentative d'assassinat sur le Chah et est banni d'Iran. C'est à partir de cette époque que commence l'influence américaine en Iran.

## Règne de Mohammad Reza Chah et influence américaine en Iran

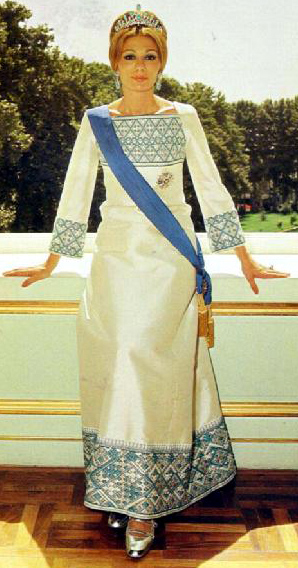
Farah Diba, dernière impératrice d'Iran telle qu'elle apparut lors de la visite du président américain en Iran, Richard Nixon, le 30 mai 1972

Mohammad Reza Pahlavi remplaça son père sur le trône le 16 septembre 1941. Il voulait continuer les réformes entreprises par son père, mais une contestation sur le contrôle du gouvernement se fit jour entre le Chah et un politicien plus vieux, le nationaliste Mohammad Mossadegh.
Malgré son désir d'agir comme un monarque constitutionnel qui se plierait au pouvoir d'un gouvernement parlementaire, Mohammad Reza Pahlavi s'engagea de plus en plus dans les affaires gouvernementales. Il se concentra à faire revivre l'armée et à s'assurer qu'elle resterait sous contrôle royal en tant que base du pouvoir monarchique. En 1949, une tentative d'assassinat du Chah, attribuée au parti Tudeh, eut pour conséquence le bannissement de ce parti et le renforcement des pouvoirs constitutionnels du Chah.
En 1951, le Madjles nomma Mohammad Mossadegh nouveau premier ministre par un vote de 79 contre 12, qui, peu de temps après, nationalisa la compagnie pétrolière détenue par les Britanniques. Mossadegh était opposé au Chah qui craignait un embargo pétrolier imposé par l'Occident, qui laisserait l'Iran ruiné économiquement. Le Chah s'enfuit d'Iran mais revint quand la CIA organisa un coup d'État contre Mossadegh en août 1953 (voir : Opération Ajax). Mossadegh fut ensuite arrêté par les forces armées pro-Chah.
Dans ce contexte de troubles régionaux et de guerre froide, le Chah se posa en allié indispensable de l'Occident. Sur le plan national, il poussait aux réformes, culminant en 1963 dans son programme connu sous le nom de révolution blanche, qui incluait des réformes agraires, une extension des droits de vote aux femmes et l'élimination de l'analphabétisme. Des projets majeurs de construction d'infrastructures en Iran furent menés, une classe moyenne nouvelle émergea et en moins de deux décennies, l'Iran devint un acteur majeur au Moyen-Orient, politiquement et militairement.
Le Chah essaie dans les années 1960 de créer un climat politique plus actif pour accélérer le futur de l'Iran. Il crée pour cela un nouveau parti politique, Iran Novin, « Nouvel Iran », loyal à la couronne, s'attirant le soutien de l'élite technocratique et des masses éduquées, afin de renforcer l'administration et l'économie du pays. Ce parti remporte les élections parlementaires du 21e Madjles en septembre 1963.
L'influence des compagnies américaines sur l'industrie pétrolière iranienne est si grande que Nelson Rockefeller put ainsi déclarer à Dwight D. Eisenhower en 1962 : « Nous avons pu nous assurer le contrôle total du pétrole iranien… À l’heure actuelle, le shah ne saurait entreprendre le moindre changement dans la composition de son gouvernement sans consulter notre ambassadeur accrédité auprès de lui. »
Au début de 1964, le Chah nomme Hassan Ali Mansour nouveau premier ministre, avec l'intention de le voir mener des réformes économiques et administratives. Mansour crée quatre nouveaux ministères, qui permettent d'introduire plus de rationalisation dans la planification et le budget, et nomme de jeunes administrateurs aux postes-clés. Au Madjles, le gouvernement jouit d'une majorité confortable et l'opposition, majoritairement constituée du parti Mardom, vote généralement dans le même sens que le gouvernement, à une exception près qui cause un fort ressentiment dans la population iranienne : la loi sur le statut des Forces, une mesure qui accordait l'immunité à tout le personnel militaire américain et à leurs familles sur le territoire. Cette loi autorisait les Américains à être jugés par les États-Unis plutôt que par des tribunaux iraniens. Au moment du vote en octobre 1964, 65 parlementaires se sont absentés du Parlement et 61 ont voté contre. Dans le pays, la situation est la même. Khomeini, libéré de son assignation à domicile depuis avril 1964, dénonce cette loi devant une très grande assemblée à Qom en novembre 1964. Khomeini est de nouveau arrêté peu après son sermon et exilé en Turquie puis à Najaf en 1965. 
Bien que les conditions économiques s'améliorent, le pays n'a pas encore récupéré de la récession de 1959-1963, qui avait imposé des restrictions très fortes aux classes pauvres. Mansour essaie de combler un déficit estimé à 300 millions de dollars en imposant de fortes taxes sur l'essence et le kérosène, et sur les sorties de personnes. Une grève de chauffeurs de taxi se déclenche à Téhéran et Mansour est obligé d'abandonner l'idée des taxes sur le carburant en janvier, six semaines après leur mise en place. C'est grâce à la rentrée de 200 millions de dollars provenant de revenus pétroliers, à travers les bonus pris sur des concessions américaines et européennes, que les difficultés financières du gouvernement sont finalement surmontées.
Avec l'assistance étrangère, Mohammad Reza Chah a été capable de maintenir la stabilité financière malgré l'assassinat de Mansour et une tentative d'assassinat sur sa personne le 21 janvier 1965 par des membres d'un groupe radical islamique lié à Khomeini. Le Chah nomme alors Amir Abbas Hoveyda premier ministre ; c'est le début d'une décennie d'importante croissance économique et du renforcement militaire du pays dans la région du golfe Persique.
Cependant, ces mesures provoquèrent les meneurs religieux qui craignaient de perdre leur autorité traditionnelle, ainsi que les intellectuels qui cherchaient les réformes démocratiques. Ces opposants critiquaient le Chah pour ses réformes et les violations de la Constitution, qui limitait le pouvoir royal et reconnaissait l'existence d'un gouvernement représentatif.
Le Chah lui-même se voyait comme un héritier des rois de la Perse antique, et en 1971, il organisa la célébration des 2 500 ans de monarchie perse. En 1976, il remplaça le calendrier solaire "islamique" (année 1355) par un calendrier solaire "impérial" (année 2535). Ces actions furent perçues comme anti-islamiques et résultèrent dans une opposition encore plus grande du clergé.
Sur le plan des relations internationales, le Chah utilise la baisse de la tension entre Est et Ouest pour améliorer ses relations avec l'URSS. Mohammad Reza Chah signe par exemple en 1965 un accord afin d'échanger du gaz iranien contre une assistance technique russe pour la construction de hauts fourneaux. 
En 1964, le Chah rejoint les chefs d'État de la Turquie et du Pakistan afin de créer une nouvelle organisation : la Coopération Régionale pour le Développement. Ce rapprochement avec les voisins est destiné à diminuer l'influence des organisations internationales dans la région.
Dans les années 1970, l'Iran commence à prendre un rôle plus important dans le golfe Persique. Il soutient les royalistes pendant la guerre civile du Yémen (1962-1970). Il assiste le sultanat d'Oman en 1971 pour mater la rébellion au Dhofar et arrive à un accord avec la Grande-Bretagne à propos de l'indépendance de Bahreïn, qui était iranienne jusque-là. L'Iran gardera tout de même la souveraineté sur les îles Tunb et Abu Moussa en les prenant de force sans que la Grande-Bretagne réagisse (toujours sujettes à désaccord).
L'incident des îles du golfe Persique pose un problème à l'Irak, qui rompt les relations diplomatiques avec Téhéran jusqu'à l'accord d'Alger en 1975, accord qui règle les questions de navigation sur le Chatt-el Arab et de soutien de l'Iran à la rébellion kurde dans le nord de l'Irak.
Afin d'augmenter le rôle de l'Iran dans la région, et dans le cadre de la doctrine Nixon, le président des États-Unis a autorisé le Chah, à partir de 1972, à acheter n'importe quelle arme conventionnelle aux États-Unis ; inversement, les Iraniens autorisent les États-Unis à installer deux centres militaires pour surveiller les activités soviétiques.
Mohammad Reza Chah modernise l’industrie iranienne et, grâce aux revenus très importants du pétrole, l'Iran entre dans une période de prospérité fulgurante et de modernisation accélérée, mais la société, bouleversée dans ses racines, souffre du manque de moyens d'expression. Son règne autocratique, l'absence de liberté d'opinion et la répression violente des opposants conjugués à une occidentalisation rapide créent des mécontentements profonds, pour des raisons différentes, à la fois chez le clergé et parmi les mouvements intellectuels de gauche, et préparent le terrain à la révolution.

## Chute de la dynastie
Le gouvernement du Chah éliminait ses opposants avec l'aide de l'organisation chargée de la sécurité et du renseignement en Iran, la SAVAK. Depuis le coup d’État de la CIA de 1953 contre le gouvernement de Mossadegh, toute opposition, des nationalistes aux communistes, a été liquidée physiquement, victime des tribunaux d’exception, d’exécutions sommaires, d’assassinats, de tortures.
Au milieu des années 1970, s'appuyant sur la croissance des revenus pétroliers, le Chah commença une série de projets encore plus larges et ambitieux pour le progrès de son pays et la marche vers la « Grande civilisation ». Mais la répression continue de la part du gouvernement qui était montrée du doigt par des groupes pro-démocratiques, et ses avancées socio-économiques irritaient le clergé. Les meneurs islamiques, particulièrement le religieux en exil l'ayatollah Rouhollah Khomeini, réussirent à focaliser le mécontentement des masses populaires grâce à une critique du règne du Chah et à une idéologie liée aux principes islamiques. Le gouvernement du Chah fut renversé à la suite de soulèvements populaires en 1978 et 1979 de tous les opposants au régime du Chah (communistes, extrême gauche urbaine, opposition démocratique laïque, clergé chiite) ; soulèvements qui ont ensuite été appelés révolution iranienne. Ces soulèvements eurent la particularité de se tenir tous les quarante jours en réponse aux morts des précédentes manifestations. Le vendredi 8 septembre, le shah avait décrété la loi martiale et lancé ses troupes sur une nouvelle manifestation : les soldats avaient tiré à vue pendant des heures. C’est le «  Vendredi noir », qui fit des centaines de victimes et constitua un point de non-retour dans la révolution. La haine du pouvoir a ainsi été de plus en plus importante, et les islamistes ont ainsi pu accaparer la sympathie des classes populaires. Le Chah s'enfuit du pays, mourant quelque temps après en Égypte.

## Ordre de succession au trône d’Iran
- Régente : S.M.I. Chahbanou Farah Pahlavi, impératrice d'Iran
- Premier à la succession : S.A.I. Reza Pahlavi, prince héritier d'Iran
- Seconde à la succession : la princesse Noor Pahlavi, fille aînée du prince héritier